# Темпл Ґрандін
Мері Темпл Ґрандін (англ. Mary Temple Grandin; нар. 29 серпня 1947) — американська етологиня, письменниця і активістка прав людей з аутизмом. Доктор тваринництва і професор Університету Колорадо, консультантка скотарської промисловості щодо поведінки худоби. Винахідниця «обіймальної коробки» — пристрою для заспокоєння людей з аутизмом. У 2010 році вона потрапила до Time 100 у категорії «Герої».  Вона була об’єктом біографічного фільму «Темпл Ґрандін», який отримав «Еммі» та «Золотий глобус». Ґрандін була активною прихильницею прав аутистів і рухів за нейрорізноманіття.

## Життєпис

### Сім'я
Мері Темпл Ґрандін народилася в Бостоні, штат Массачусетс, у заможній родині. Матір’ю Темпл є Анна Юстасія Первз (пізніше Катлер), актриса, співачка та онука Джона Коулмана Первза, співавтора винахідника авіаційного автопілота. Вона отримала ступінь з англійської мови в Гарвардському університеті. Батьком Темпл був Річард МакКерді Ґрандін,  агент з нерухомості та спадкоємець Grandin Farms, найбільшого корпоративного пшеничного фермерського бізнесу в Сполучених Штатах того часу.  Батьки Ґрандін розлучилися, коли їй було 15 років, і її мати в 1965 році вийшла заміж за Бена Катлера, нью-йоркського саксофоніста.
У Ґрандін є  дві молодші сестри та молодший брат. Ґрандін описала одну зі своїх сестер як хвору на дислексію. Одна з сестер  Темпл — художниця, інша сестра — скульптор, а брат — банкір. Місто Ґрандін, штат Північна Дакота, названо на честь Джона Лівінгстона Ґрандіна, прадіда Темпл по батьківській лінії.
Незважаючи на те, що Ґрандін виховувалася в єпископальній церкві, вона рано відмовився від віри на користь науки.

### Діагноз
Коли Ґрандін було два роки їй поставили діагноз «ураження головного мозку», який остаточно було скасовано в 2010 році завдяки дослідженням головного мозку в Університеті Юти, коли їй виповнилося 63 роки. Коли Ґрандін була ще підлітковою, її мати випадково натрапила на контрольний список діагностики аутизму, завдяки якому вона припустила, що стан Ґрандін найкраще пояснюються розладом психічного розвитку.  В дитинстві фахівці пропонували батькам Темпл інституціоналізацію, але  мати була категорично проти цієї ідеї. Мати Ґрандін знайшла невролога, який запропонував спробувати логопедичну терапію, завдяки чому Ґрандін почала отримати індивідуальне навчання з двох з половиною років. Пізніше вона разом із сестрою отримала ще ігрові заняття із вихователем. Ґрандін ходила у дитячий садок у Дедхем, про який вона згадувала тільки приємне. Але середня і старша школа були найнеприємнішими часами її життя.

### Освіта
Ґрандін відвідувала денну школу Бівер Кантрі з сьомого по дев'ятий клас. Її виключили у віці 14 років за те, що вона кинула книгу в однокласника, який знущався над нею. Ґрандін описувала себе як «хлопчину-ботана», яку всі висміювали.
Далі Темпл навчалась у Хемпширськії сільськії школі в Рінджі, Нью-Гемпшир. Ця школа була заснована в 1948 році бостонським дитячим психологом Генрі Пейті для учнів з «виключним потенціалом (обдарованих), які не досягли успіху в типовому середовищі». Її в цій школи було комфортно, вона була королевою зимового карнавалу та капітаном хокейної команди. У школі Ґрандін зустріла Вільяма Карлока, вчителя природничих наук, який став її наставником і значно допоміг їй розвинути впевненість у собі.
З 15 років Ґрандін проводила літо на ранчо в Аризоні, і це стало формуючим досвідом для її подальшого вибору напрямку освіти. Саме Карлок підштовхнув Ґрандін розвинути її ідею побудування машини для стискання (коробку для обіймів).  У віці 18 років за підтримки Карлока та засновника школи Генрі Пейті, Ґрандін побудувала скриньку для обіймів.  Карлок запропонував Ґрандін провести наукові експерименти, щоб оцінити ефективність пристрою.
Після закінчення школи, Темпл приймають до коледжу Франкліна Пірса, в якому в 1970 році отримала ступінь бакалавра з психології людини. Навчалась в Університеті штату Аризона, який закінчила в 1975 році та отримала ступінь магістра з тваринництва. Ступінь доктора тваринництва Темпл  отримала в Університеті Іллінойсу в Урбана-Шампейн в 1989 році.

## Кар'єра

### Спектр аутизму
Стів Сілберман у своїй книзі NeuroTribes писав, що Ґрандін допомогла позбутися багаторічної ганьби та стигми, оскільки вона була однією з перших дорослих, які публічно розповіли, що страждають на аутизм. Бернард Рімленд, батько сина-аутиста та автор книги « Дитячий аутизм», написав передмову до першої книги Ґрандін «Поява: позначений аутизмом», що була опублікована в 1986 році. Рімленд писав: «Здатність Темпл передати читачеві свої найпотаємніші почуття та страхи в поєднанні з її здатністю пояснювати психічні процеси дадуть читачеві розуміння аутизму, чого мало кому вдалося досягти».
У книзі «Розвиток талантів»,  Ґрандін досліджує багато непомічених аспектів програм професійної реабілітації, які забезпечують професійну підготовку та працевлаштування людей з обмеженими можливостями, а також програм Адміністрації соціального забезпечення, які пропонують професійну допомогу.
У кінці передмови книги «Мислення в картинах», опублікованій у 1995 році, невролог Олівер Сакс написав, що книга забезпечила «міст між нашим світом і її світом і дозволяє нам зазирнути в зовсім інший тип розуму».
Ґрандін стала відомою за межами американської аутичної спільноти після того, як про неї написав Олівер Сакс у заголовній статті своєї книги «Антрополог на Марсі » (1995), за яку він отримав премію Джорджа Полка.

У середині 1980-х Ґрандін вперше публічно заговорила про аутизм на прохання Товариства аутизму Америки (ASA). Одна із засновниць товариства пізніше напише:
Я вперше зустрів Темпл в середині 1980-х на щорічній конференції Товариства аутизму Америки. На периферії групи стояла висока молода жінка, яка, очевидно, була зацікавлена в обговоренні. Вона здавалася сором’язливою та приємною, але здебільшого лише слухала. Я дізнався, що її звуть Темпл Ґрандін. Лише пізніше цього тижня я зрозумів, що вона хвора на аутизм. Я підійшов до неї і запитав, чи хоче вона виступити на конференції [ASA] наступного року. Вона погодилася. Наступного року Темпл вперше виступив перед аудиторією [ASA]. Глядачі не могли натішитися нею. Тут вперше знайшлася людина, яка з власного досвіду могла розповісти нам, як це бути надзвичайно чутливим до звуку («наче бути прив’язаним до рейок і наближається потяг»). Їй задавали багато питань: «Чому мій син так багато займається спінінгом?» — Чому він тримає руки за вуха? — Чому він не дивиться на мене? Вона говорила з власного досвіду, і її проникливість була вражаючою. Того дня не в одних очах були сльози. Темпл швидко стала дуже затребуваним оратором у спільноті аутистів. 

### Обробка худоби
У 1980 році Ґрандін опублікувала свої перші дві наукові статті про поведінку великої рогатої худоби під час обробки: «Поведінка худоби, пов’язана з дизайном приміщень для обробки» та  «Спостереження за поведінкою великої рогатої худоби, застосовані до проектування приміщень для обробки великої рогатої худоби». Вона була однією з перших вчених, яка повідомила, що тварини чутливі до візуальних відволікаючих факторів, таких як тіні, звисаючі ланцюги та інші деталі навколишнього середовища, які більшість людей не помічає.
Іншою важливою статтею, опублікованою Ґрандін, була «Оцінка стресу під час обробки та транспортування», в якій представлено концепцію, згідно з якою попередній досвід поводження з тваринами може вплинути на те, як вони реагуватимуть на поводження з ними в майбутньому, як нову концепцію в галузі поводження з тваринами.
Основною частиною обладнання, яке розробила Ґрандін, була центральна рейка (подвійна рейка) системи обмеження для утримання великої рогатої худоби під час оглушення. Перша система була встановлена в середині 1980-х років для телят, а система для великої рогатої худоби була розроблена в 1990 році. Цю систему використовують багато великих м’ясних компаній.
Ґрандін також розробила об’єктивну систему оцінки стану тварин на забійних підприємствах, використання якої призвело до значних покращень поводження з тваринами під час забою.
Ґрандін є авторкою або співавторкою понад 60 рецензованих наукових статей з низки інших питань поведінки тварин. Деякі з інших предметів – це вплив розташування завитків волосся на поведінку великої рогатої худоби, вплив стресу перед забоєм на якість м’яса, релігійний забій, материнська поведінка м’ясних корів, темперамент великої рогатої худоби та причини появи синців.

## Відзнаки
- У 2004 році Ґрандін отримала нагороду «Proggy» у категорії «Прозорливий» від організації «Люди за етичне поводження з тваринами»[18].
- У 2009 році вона була названа членом Американського товариства сільськогосподарських і біологічних інженерів[19].
- У 2010 році Ґрандін увійшла до списку ста найвпливовіших людей світу за версією Time 100 у категорії «Герої»[20].
- У 2011 році вона отримала медаль «Подвійна спіраль», що присуджується щорічно  особам, які позитивно вплинули на здоров’я людини шляхом підвищення обізнаності та фінансування біомедичних досліджень[21].
- Вона отримала почесні ступені багатьох університетів, включаючи Університет Макгілла в Канаді (1999), Шведський університет сільськогосподарських наук (2009), Університет Карнегі-Меллона в Сполучених Штатах (2012) і Університет Еморі (2016).
- У 2015 році вона була названа почесним членом Товариства технічного зв'язку[22].
- У 2011 році Ґрандін отримала стипендію Ашоки[23].
- У 2012 році Ґрандін було введено до жіночої Зали слави Колорадо, Шляху слави Техасу і Зали Великих Вестернів Національного музею ковбоїв і західної спадщини [24][25][26].
- У 2015 році. Ґрандін отримала нагороду за заслуги від Всесвітньої організації охорони здоров'я тварин (МЕБ)[27].
- У 2016 році Ґрандін прийняли в Американську академію мистецтв і наук [28].
- У 2017 році Ґрандін була введена в Національний жіночий зал слави[29].
- У 2023 році Ґрандін отримала ступінь почесного доктора наук від Університету штату Айова, а пізніше була нагороджена почесним доктором ветеринарної медицини від Університету штату Канзас[30][31].

## Фільми про Ґрандін
Про Ґрандін було знято документальний фільм Horizon «Жінка, яка думає як корова», який вперше показано BBC у 2006 році, та Nick News з Ліндою Еллербі у 2006 році.  Вона також була предметом першого епізоду в серіалі «Перша особа» Еррола Морріса.
Про Темпл Ґрандін знято однойменний біографічний фільм. Він був номінований на 15 премій «Прайм-тайм Еммі» та виграв сім, у тому числі «Кращий телевізійний фільм» і «Краща виконавиця головної ролі в міні-серіалі або фільмі» для Клер Дейнс.